# Eden Shamir
Eden Shamir (Hebreeuws: עדן שמיר) (Kirjat Motzkin, 25 juni 1995) is een Israëlisch voetballer die sinds 2020 onder contract staat bij Standard Luik. Shamir is een middenvelder.

## Clubcarrière
Shamir begon zijn profcarrière bij Hapoel Ironi Kiryat Shmona. Met deze club won hij in 2014 Beker van Israël. In de finale tegen Maccabi Netanja viel Shamir evenwel pas in de 118e minuut in. Een jaar later kreeg hij in de Israëlische Supercup tegen Maccabi Tel Aviv, waaraan de club als vicekampioen moch deelnemen aangezien Maccabi Tel Aviv naast de titel ook de beker had gewonnen, wél een basisplaats en zette hij zelfs een strafschop om in de strafschoppenreeks. In 2018 werd hij aanvoerder van de club.
In de zomer van 2019 stapte Shamir over naar Hapoel Beër Sjeva, maar daar werd hij een half seizoen later al weggeplukt door Standard Luik.

## Erelijst
| Beker van Israël     | 1x | 2013/14 |
| Israëlische Supercup | 1x | 2015    |